# عنقبة (صبر الموادم)

تعديل مصدري - تعديل

عنقبه  هي إحدى قرى مديرية صبر الموادم بمحافظة تعز اليمنية، بلغ تعداد سكانها 2018 نسمة حسب التعداد السكاني في اليمن في 2004.